# 1440 w literaturze
Wydarzenia literackie w 1440 roku.

## Urodzili się
- Jorge Manrique, hiszpański poeta (zm. 1479)
- Hartmann Schedel, niemiecki kronikarz (zm. 1514)

## Zmarli
- Johann Schiltberger, niemiecki pisarz (ur. 1381)